# Alexandr z Thurn-Taxisu
Alexandr I. Karel z Thurnu a Taxisu, vévoda z Castel Duino (německy Alexander von Thurn und Taxis, italsky Alessandro della Torre e Tasso, 8. července 1881 Mcely – 11. března 1937 Duino) byl italský šlechtic česko-rakouského původu z rodu Thurn-Taxisů a jako vévoda z Castel Duino byl zakladatelem italské linie rodu.

## Život

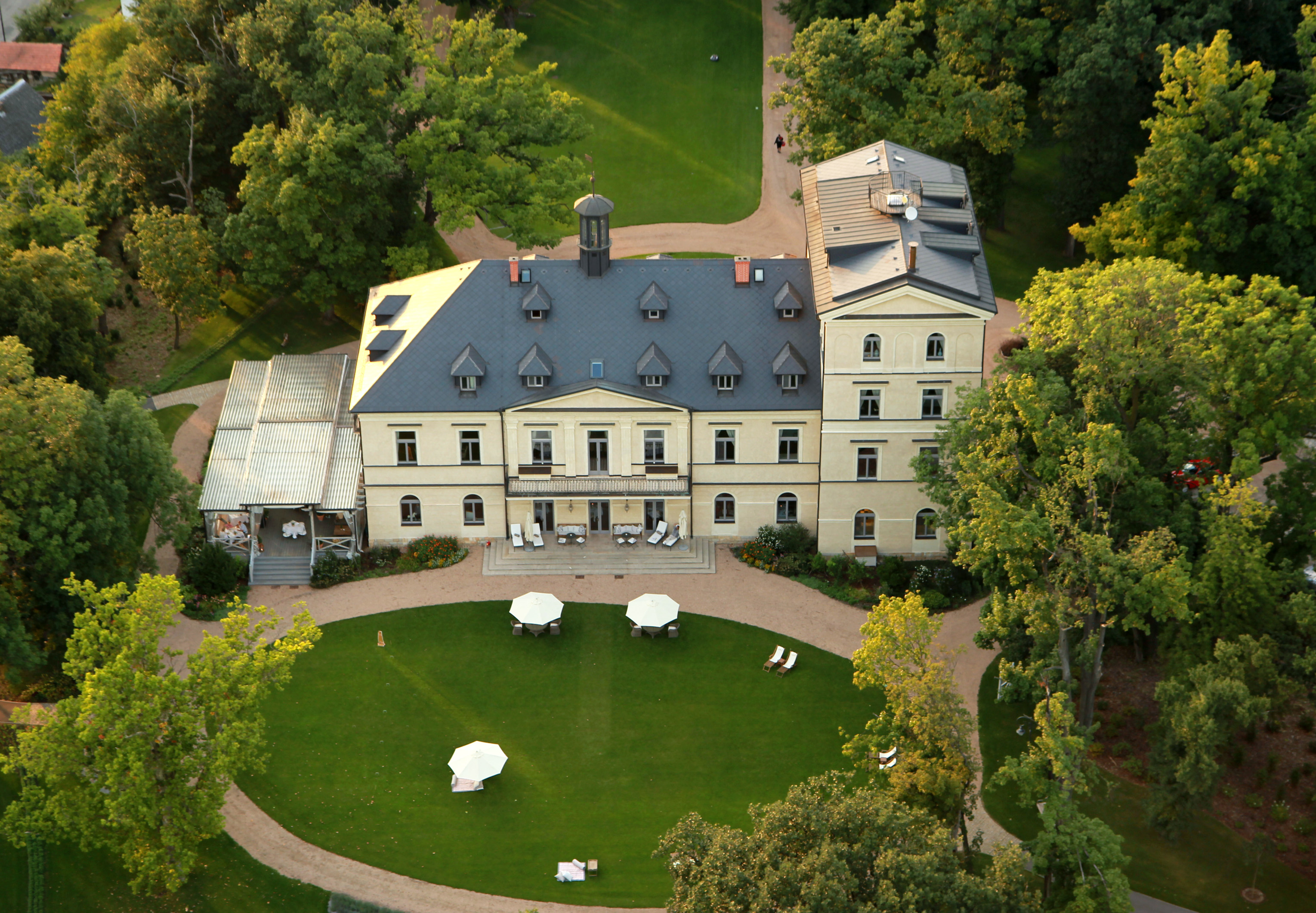
Zámek Mcely ve středních Čechách

Princ Alexandr Karel se narodil na zámku Mcely na Nymbursku ve středních Čechách jako třetí syn prince Alexandra Jana z Thurnu a Taxisu (1851–1939) a jeho manželky princezny Marie Alžběty rozené z Hohenlohe-Waldenburg-Schillingsfürstu (1855–1934).
Alexandr Karel se účastnil bojů první světové války v rakouské uniformě. V hodnosti poručíka sloužil na italské frontě ve Slovinsku v bojích proti italským jednotkám. I přesto se po válce usadil v Itálii a v roce 1923 získal italské občanství. Král Viktor Emanuel III., jej povýšil na vévodu z Castel Duino a rodové jméno von Thurn und Taxis bylo poitalštěno na della Torre e Tasso.
Alexandr Karel se zajímal o entomologii a podporoval vědce. Založil tak entomologické muzeum Pietra Rossiho (dnes integrované do Přírodovědného muzea v Miláně), které se pyšní největší sbírkou brouků ve Středomoří.

Hrad Duino nedaleko Terstu

Nechal také přestavět hrad Duino, který byl znovu otevřen v roce 1932.
V roce 1935 narukoval se svým synem Raimondem do italské armády a zúčastnil se dobytí Etiopie. Z tohoto konfliktu se vrátil bez újmy
Princ Alexandr I. Karel z Thurnu a Taxisu, vévoda z Castel Duino zemřel v roce 1937 v Duinu.

### Manželství a potomstvo
29. ledna 1906 se Alexandr oženil s belgickou kněžnou Marií z Ligne (1885–1971), dcerou prince Ludvíka z Ligne (1854–1918) a jeho manželky Alžběty de La Rochefoucauld (1865–1946). Z tohoto manželství se narodily tři děti:
- Raimond z Thurnu a Taxisu (1907–1986), vévoda z Castel Duino, který se v roce 1949 oženil s princeznou Evženií Řeckou (1910–1989)
- Ludvík z Thurnu a Taxisu (1908–1985), princ z Tour et Taxis, který se oženil s Američankou Frances Goodyearovou, dcerou zakladatele gumárenského koncernu
- Markéta z Thurnu a Taxisu (1909–2006), princezna provdaná za knížete Kajetána Bourbonsko-Parmského (1905–1958).

V roce 1919 se manželé rozvedli a Alexandr se znovu se oženil s Američankou Helenou Holbrook Walkerovou (1875–1959).

## Související článek
- Hrad Duino
- Thurn-Taxisové